# Austrorossia australis
Austrorossia australis is een inktvis die voorkomt in de Indische Oceaan en Grote Oceaan.
De soort wordt aangetroffen in Australië in de omgeving van
Queensland, Raine Island 11° 35′ 0″ ZB, 144° 04′ 0″ OL tot de Grote Australische Bocht, 34° 00′ 0″ ZB, 130° 50′ 0″ OL op zanderige en modderige ondergronden op een diepte van 131 tot 665 m.
Mannetjes bereiken een mantellengte van 34 mm, vrouwtjes bereiken 63 mm mantellengte.